# Leptodactylodon bicolor
Espèce
Statut de conservation UICN

 NT  : Quasi menacé
Leptodactylodon bicolor est une espèce d'amphibiens de la famille des Arthroleptidae.

## Répartition
Cette espèce vit au Cameroun. Elle s'y rencontre de 950 à 1 750 m d'altitude dans l'ouest du Cameroun sur les monts Manengouba, Nlonako et Bana.
Sa présence semble également confirmée au Nigeria.

## Publication originale
- Amiet, 1971 : Leptodactylodon nouveaux du Cameroun (Amphibiens Anoures). Annales de la Faculté des Sciences du Cameroun, vol. 7/8, p. 141-172.